# Lijst van rijksmonumenten aan de Egelantiersgracht
Een overzicht van de 69 rijksmonumenten in de stad Amsterdam gelegen in de Jordaan aan de Egelantiersgracht.

## Omgeving
De Egelantiersgracht loopt tussen de Lijnbaansgracht en de Prinsengracht parallel aan de Egelantiersstraat en de Nieuwe Leliestraat.

## Lijst
| Object                                                                                                  | Oorspronkelijke functie?  | Bouwjaar                                                       | Architect | Locatie                | Coördinaten?                  | Nr.?   | Afbeelding                                                                                              |
| --- | ------------------------- | -------------------------------------------------------------- | --------- | ---------------------- | ----------------------------- | ------ | --- |
| Huis met rechte lijst met consoles                                                                      | Gebouw                    | 17e eeuw (kern) tweede helft 19e eeuw (gewijzigd)              |           | Egelantiersgracht 11I  | 52° 22' 35" NB, 4° 53' 1" OL  | 953    | Meer afbeeldingen                                                                                       |
| Huis met rechte lijst                                                                                   | Gebouw                    | 17e eeuw (kern) 18e/19e eeuw (verbouwing)                      |           | Egelantiersgracht 13   | 52° 22' 35" NB, 4° 53' 1" OL  | 954    | Meer afbeeldingen                                                                                       |
| Pand met halsgevel met gedeelde vleugelstukken en gelobde afdekking                                     | Woonhuis                  | tweede kwart 18e eeuw                                          |           | Egelantiersgracht 15   | 52° 22' 35" NB, 4° 53' 1" OL  | 955    | Meer afbeeldingen                                                                                       |
| Huis met gevel onder rechte lijst waarop een dakkapel                                                   | Gebouw                    | 19e of 20e eeuw                                                |           | Egelantiersgracht 19   | 52° 22' 35" NB, 4° 53' 0" OL  | 956    | Upload foto                                                                                             |
| Pand met ingezwenkte halsgevel                                                                          | Gebouw                    | derde kwart 18e eeuw                                           |           | Egelantiersgracht 21   | 52° 22' 34" NB, 4° 53' 0" OL  | 957    | Pand met ingezwenkte halsgevel                                                                          |
| Pand met halsgevel met waaier in de afdekking                                                           | Woonhuis                  | eerste helft 18e eeuw en later                                 |           | Egelantiersgracht 23   | 52° 22' 34" NB, 4° 52' 60" OL | 958    | Pand met halsgevel met waaier in de afdekking                                                           |
| Huis waarvan de door een rechte lijst afgesloten gevel boven de pui                                     | Gebouw                    | mogelijk 17e eeuw (kern)                                       |           | Egelantiersgracht 35A  | 52° 22' 34" NB, 4° 52' 59" OL | 959    | Huis waarvan de door een rechte lijst afgesloten gevel boven de pui                                     |
| Huis met rechte lijst, dat ter linker zijde boven een thans afgesloten gang is overgebouwd              | Gebouw                    | vermoedelijk 17e eeuw (kern) 19e eeuw (verbouwing)             |           | Egelantiersgracht 35A  | 52° 22' 34" NB, 4° 52' 58" OL | 960    | Huis met rechte lijst, dat ter linker zijde boven een thans afgesloten gang is overgebouwd              |
| Pand met halsgevel met gedeelde vleugelstukken en volutenafdekking                                      | Gebouw                    | tweede kwart 18e eeuw                                          |           | Egelantiersgracht 47   | 52° 22' 34" NB, 4° 52' 57" OL | 961    | Pand met halsgevel met gedeelde vleugelstukken en volutenafdekking                                      |
| Pand met halsgevel                                                                                      | Gebouw                    | tweede kwart 18e eeuw                                          |           | Egelantiersgracht 49I  | 52° 22' 34" NB, 4° 52' 56" OL | 962    | Meer afbeeldingen                                                                                       |
| Pand met gevel onder rechte lijst met snijramen in het Fries, twee stoepen, gesneden pui en deuren      | Gebouw                    | eerste helft 19e eeuw                                          |           | Egelantiersgracht 51A  | 52° 22' 34" NB, 4° 52' 56" OL | 963    | Upload foto                                                                                             |
| Pand met gevel onder rechte lijst                                                                       | Gebouw                    | 18e/19e eeuw                                                   |           | Egelantiersgracht 53A  | 52° 22' 34" NB, 4° 52' 56" OL | 964    | Upload foto                                                                                             |
| Pand met halsgevel met schelp in fronton                                                                | Gebouw                    | laatste kwart 17e eeuw                                         |           | Egelantiersgracht 55   | 52° 22' 33" NB, 4° 52' 56" OL | 965    | Pand met halsgevel met schelp in fronton                                                                |
| Huisje waarvan de gevel xviii en                                                                        | Gebouw                    | 17e/18e/19e eeuw                                               |           | Egelantiersgracht 61   | 52° 22' 33" NB, 4° 52' 55" OL | 966    | Meer afbeeldingen                                                                                       |
| Overgebleven helft van tweelinggevel van het "type met kleine blokjes", onder ingezwenkte hals          | Gebouw                    | 17e/18e eeuw                                                   |           | Egelantiersgracht 63   | 52° 22' 33" NB, 4° 52' 55" OL | 967    | Meer afbeeldingen                                                                                       |
| Huisje waarvan de gevel een 18e-eeuwse pui en een bovenstuk onder fantasietop heeft                     | Gebouw                    | 17e/18e/19e eeuw                                               |           | Egelantiersgracht 65   | 52° 22' 33" NB, 4° 52' 55" OL | 968    | Meer afbeeldingen                                                                                       |
| Huis waarvan de gevel een 18e-eeuwse pui en een bovenstuk onder rechte lijst heeft                      | Gebouw                    | 17e/18e/19e eeuw                                               |           | Egelantiersgracht 67   | 52° 22' 33" NB, 4° 52' 54" OL | 969    | Meer afbeeldingen                                                                                       |
| Pand met ingezwenkte halsgevel waarvan het fronton is verdwenen                                         | Gebouw                    | 1666                                                           |           | Egelantiersgracht 69   | 52° 22' 33" NB, 4° 52' 54" OL | 970    | Meer afbeeldingen                                                                                       |
| Pand met halsgevel met oorspronkelijke puibalk en twee jaartalstenen                                    | Woonhuis                  | 1664                                                           |           | Egelantiersgracht 71   | 52° 22' 33" NB, 4° 52' 54" OL | 971    | Meer afbeeldingen                                                                                       |
| Pand met halsgevel met vleugelstukken van het 'type met doorboorde bloem' en ornament in de afdekking   | Gebouw                    | eerste kwart 18e eeuw                                          |           | Egelantiersgracht 73   | 52° 22' 33" NB, 4° 52' 54" OL | 972    | Meer afbeeldingen                                                                                       |
| Huis, vanwege de zandstenen afdekkingen van de klokvormige top                                          | Gebouw                    | derde kwart 18e eeuw                                           |           | Egelantiersgracht 77   | 52° 22' 33" NB, 4° 52' 53" OL | 973    | Meer afbeeldingen                                                                                       |
| Huis, onder gebroken dak, gevel met rechte lijst en consoles                                            | Gebouw                    | ongeveer 1665                                                  |           | Egelantiersgracht 89   | 52° 22' 33" NB, 4° 52' 52" OL | 974    | Upload foto                                                                                             |
| Pand met gevel met uit- en ingezwenkte top onder fronton                                                | Woonhuis                  | 18e/19e eeuw                                                   |           | Egelantiersgracht 99A  | 52° 22' 33" NB, 4° 52' 51" OL | 975    | Pand met gevel met uit- en ingezwenkte top onder fronton                                                |
| Pand met gevel onder gelobd lijstvormig topje                                                           | Gebouw                    | 18e eeuw                                                       |           | Egelantiersgracht 101A | 52° 22' 32" NB, 4° 52' 51" OL | 976    | Upload foto                                                                                             |
| Pand waarvan de latere gevel op hoge houten pui wordt beëindigd door een klokvormige top onder rollagen | Gebouw                    | 17e/19e eeuw                                                   |           | Egelantiersgracht 103  | 52° 22' 32" NB, 4° 52' 50" OL | 977    | Pand waarvan de latere gevel op hoge houten pui wordt beëindigd door een klokvormige top onder rollagen |
| St. Andrieshofje                                                                                        | Gebouw                    | 1617 en later                                                  |           | Egelantiersgracht 105  | 52° 22' 32" NB, 4° 52' 49" OL | 978    | Meer afbeeldingen                                                                                       |
| Huis met klokgevel onder rollagen                                                                       | Gebouw                    | 19e eeuw en ouder                                              |           | Egelantiersgracht 169  | 52° 22' 31" NB, 4° 52' 46" OL | 979    | Huis met klokgevel onder rollagen                                                                       |
| Pand met gevel onder zware rechte lijst waarop dakkapel                                                 | Gebouw                    | midden 19e eeuw                                                |           | Egelantiersgracht 199  | 52° 22' 31" NB, 4° 52' 43" OL | 980    | Pand met gevel onder zware rechte lijst waarop dakkapel                                                 |
| Pand met halsgevel met geruite vleugelstukken en alliantiewapen in de afdekking                         | Gebouw                    | tweede kwart 18e eeuw                                          |           | Egelantiersgracht 201  | 52° 22' 31" NB, 4° 52' 42" OL | 981    | Meer afbeeldingen                                                                                       |
| Pand met halsgevel met geruite vleugelstukken en alliantiewapen in de afdekking                         | Gebouw                    | tweede kwart 18e eeuw                                          |           | Egelantiersgracht 211  | 52° 22' 30" NB, 4° 52' 42" OL | 982    | Meer afbeeldingen                                                                                       |
| Pand met halsgevel met geruite vleugelstukken en alliantiewapen in de afdekking                         | Gebouw                    | tweede kwart 18e eeuw                                          |           | Egelantiersgracht 213  | 52° 22' 31" NB, 4° 52' 42" OL | 983    | Meer afbeeldingen                                                                                       |
| Pand met halsgevel met geruite vleugelstukken en alliantiewapen in de afdekking                         | Gebouw                    | tweede kwart 18e eeuw                                          |           | Egelantiersgracht 215  | 52° 22' 30" NB, 4° 52' 42" OL | 984    | Meer afbeeldingen                                                                                       |
| Huis waarvan de gevel wordt beëindigd door een klokvormige top onder rollagen                           | Gebouw                    | 17e/18e/19e eeuw                                               |           | Egelantiersgracht 221  | 52° 22' 30" NB, 4° 52' 41" OL | 985    | Meer afbeeldingen                                                                                       |
| Huis waarvan de gevel wordt beëindigd door een klokvormige top onder rollagen                           | Gebouw                    | 17e/18e/19e eeuw                                               |           | Egelantiersgracht 223  | 52° 22' 30" NB, 4° 52' 40" OL | 986    | Meer afbeeldingen                                                                                       |
| Pand met gevel met rechte klossenlijst, puilijst en deurkalven                                          | Gebouw                    | ca. 1800                                                       |           | Egelantiersgracht 225  | 52° 22' 30" NB, 4° 52' 40" OL | 987    | Meer afbeeldingen                                                                                       |
| Gunters & Meuser                                                                                        | Winkel                    | 1917-1918                                                      |           | Egelantiersgracht 2    | 52° 22' 37" NB, 4° 53' 4" OL  | 518321 | Meer afbeeldingen                                                                                       |
| Pand met trapgevel met het 'type met grote blokken'                                                     | Gebouw                    | 1649                                                           |           | Egelantiersgracht 8I   | 52° 22' 36" NB, 4° 53' 4" OL  | 988    | Meer afbeeldingen                                                                                       |
| Pakhuis met stompe puntgevel                                                                            | Gebouw                    | tweede kwart 18e eeuw                                          |           | Egelantiersgracht 10A  | 52° 22' 36" NB, 4° 53' 4" OL  | 989    | Meer afbeeldingen                                                                                       |
| Hoekpand onder schilddak                                                                                | Gebouw                    | eerste kwart 19e eeuw                                          |           | Egelantiersgracht 12   | 52° 22' 36" NB, 4° 53' 3" OL  | 990    | Meer afbeeldingen                                                                                       |
| Pand onder rechte lijst en schilddak                                                                    | Gebouw                    | eerste kwart 19e eeuw                                          |           | Egelantiersgracht 14A  | 52° 22' 36" NB, 4° 53' 3" OL  | 991    | Meer afbeeldingen                                                                                       |
| Pand met gevel onder rechte lijst met twee consoles                                                     | Gebouw                    | 18e/19e eeuw                                                   |           | Egelantiersgracht 18A  | 52° 22' 36" NB, 4° 53' 2" OL  | 992    | Meer afbeeldingen                                                                                       |
| Pand met pilastergevel met ingezwenkte hals                                                             | Gebouw                    | 17e/18e eeuw                                                   |           | Egelantiersgracht 20A  | 52° 22' 36" NB, 4° 53' 2" OL  | 993    | Meer afbeeldingen                                                                                       |
| Pand met halsgevel met vleugelstukken van het 'type met doorboorde bloem' en wapenschild in het fronton | Gebouw                    | ca. 1700 en later                                              |           | Egelantiersgracht 24   | 52° 22' 36" NB, 4° 53' 1" OL  | 994    | Meer afbeeldingen                                                                                       |
| Pand met gevel onder rechte lijst                                                                       | Gebouw                    | 18e/19e eeuw                                                   |           | Egelantiersgracht 46A  | 52° 22' 35" NB, 4° 52' 59" OL | 995    | Meer afbeeldingen                                                                                       |
| Pand met gevel onder rechte lijst                                                                       | Gebouw                    | 18e/19e eeuw                                                   |           | Egelantiersgracht 48A  | 52° 22' 35" NB, 4° 52' 59" OL | 996    | Meer afbeeldingen                                                                                       |
| Pand met rijk gebeeldhouwde ingezwenkte halsgevel van s-vormig silhouet                                 | Gebouw                    | vroeg derde kwart 18e eeuw                                     |           | Egelantiersgracht 50   | 52° 22' 35" NB, 4° 52' 58" OL | 997    | Meer afbeeldingen                                                                                       |
| Pand onder rechte lijst en gebroken dak                                                                 | Gebouw                    | vermoedelijk 18e eeuw (kern) tweede helft 19e eeuw (gewijzigd) |           | Egelantiersgracht 64   | 52° 22' 35" NB, 4° 52' 57" OL | 998    | Meer afbeeldingen                                                                                       |
| Pand met halsgevel, voorzien van gedeelde vleugelstukken en een palmet in de afdekking                  | Woonhuis                  | 1735                                                           |           | Egelantiersgracht 66   | 52° 22' 35" NB, 4° 52' 57" OL | 999    | Meer afbeeldingen                                                                                       |
| Pand met halsgevel met gedeelde vleugelstukken                                                          | Gebouw                    | 1735                                                           |           | Egelantiersgracht 68   | 52° 22' 35" NB, 4° 52' 57" OL | 1000   | Meer afbeeldingen                                                                                       |
| Hoekhuis met halsgevel met gedeelde vleugelstukken en palmet in de afdekking                            | Gebouw                    | derde kwart 18e eeuw of 1735                                   |           | Egelantiersgracht 70   | 52° 22' 35" NB, 4° 52' 57" OL | 1001   | Meer afbeeldingen                                                                                       |
| Pand met gepleisterde ingezwenkte halsgevel                                                             | Woonhuis                  | tweede helft 17e eeuw                                          |           | Egelantiersgracht 78   | 52° 22' 35" NB, 4° 52' 55" OL | 1002   | Meer afbeeldingen                                                                                       |
| Huis met latere gevel onder eenvoudige klokvormige top                                                  | Gebouw                    | 17e eeuw (kern)                                                |           | Egelantiersgracht 98   | 52° 22' 34" NB, 4° 52' 53" OL | 1003   | Huis met latere gevel onder eenvoudige klokvormige top                                                  |
| Huis met gevel afgedekt door de zandstenen onderdelen van een klokgevel                                 | Gebouw                    | 17e/18e/19e eeuw                                               |           | Egelantiersgracht 442  | 52° 22' 33" NB, 4° 52' 49" OL | 1004   | Meer afbeeldingen                                                                                       |
| Huis met gevel onder eenvoudige klokvormige top                                                         | Gebouw                    | 17e/19e eeuw                                                   |           | Egelantiersgracht 444  | 52° 22' 33" NB, 4° 52' 49" OL | 1005   | Meer afbeeldingen                                                                                       |
| Pand met halsgevel                                                                                      | Woonhuis                  | eerste of tweede kwart 18e eeuw                                |           | Egelantiersgracht 552  | 52° 22' 32" NB, 4° 52' 44" OL | 1006   | Pand met halsgevel                                                                                      |
| Huis huis met latere gevel, beëindigd door een klokvormige top onder rollagen                           | Gebouw                    | 17e eeuw (kern) 19e eeuw                                       |           | Egelantiersgracht 560  | 52° 22' 32" NB, 4° 52' 44" OL | 1007   | Upload foto                                                                                             |
| Hoekhuis waarvan de geveltop later in een punt is gewijzigd                                             | Gebouw                    | 18e eeuw                                                       |           | Egelantiersstraat 19   | 52° 22' 37" NB, 4° 53' 2" OL  | 1008   | Meer afbeeldingen                                                                                       |
| Huis met slechts een zolderverdieping boven de hoge hoofdverdieping; trapgevel op houten pui            | Gebouw                    | midden 17e eeuw                                                |           | Egelantiersstraat 29   | 52° 22' 37" NB, 4° 53' 1" OL  | 1009   | Meer afbeeldingen                                                                                       |
| Huis met slechts een zolderverdieping boven de hoge hoofdverdieping; trapgevel op houten pui            | Gebouw                    | midden 17e eeuw                                                |           | Egelantiersstraat 31   | 52° 22' 37" NB, 4° 53' 0" OL  | 1010   | Meer afbeeldingen                                                                                       |
| Pand met halsgevel                                                                                      | Gebouw                    | eerste helft 18e eeuw                                          |           | Egelantiersstraat 49   | 52° 22' 36" NB, 4° 52' 59" OL | 1011   | Meer afbeeldingen                                                                                       |
| Huis waarvan de geveltop vervangen door een punttop                                                     | Gebouw                    | 18e eeuw                                                       |           | Egelantiersstraat 51   | 52° 22' 36" NB, 4° 52' 59" OL | 1012   | Meer afbeeldingen                                                                                       |
| Pand met halsgevel                                                                                      | Gebouw                    | eerste helft 18e eeuw                                          |           | Egelantiersstraat 59   | 52° 22' 36" NB, 4° 52' 58" OL | 1013   | Meer afbeeldingen                                                                                       |
| Koning Willemshuis                                                                                      | Vergadering en vereniging | 1863-1864                                                      |           | Egelantiersstraat 141  | 52° 22' 33" NB, 4° 52' 46" OL | 518348 | Meer afbeeldingen                                                                                       |
| Anslo's hofje                                                                                           | Gebouw                    | 18e eeuw                                                       |           | Egelantiersstraat 40   | 52° 22' 38" NB, 4° 53' 2" OL  | 1014   | Meer afbeeldingen                                                                                       |
| Pand met trapgevel met sobere blokjes versiering en gevelsteen                                          | Gebouw                    | eerste helft 17e eeuw                                          |           | Egelantiersstraat 52   | 52° 22' 38" NB, 4° 53' 3" OL  | 1015   | Meer afbeeldingen                                                                                       |
| Hoekhuis waarvan de gevel                                                                               | Gebouw                    | 17e/19e eeuw                                                   |           | Egelantiersstraat 54   | 52° 22' 38" NB, 4° 53' 3" OL  | 1016   | Meer afbeeldingen                                                                                       |
| Huis met gevel onder klokvormige top met rollagen, goede roedenverdeling                                | Gebouw                    | 17e/18e/19e eeuw                                               |           | Egelantiersstraat 70   | 52° 22' 37" NB, 4° 53' 1" OL  | 1017   | Upload foto                                                                                             |
| Pand met klokgevel met bovenhuisdeur                                                                    | Gebouw                    | derde kwart 18e eeuw                                           |           | Egelantiersstraat 108  | 52° 22' 37" NB, 4° 52' 58" OL | 1018   | Pand met klokgevel met bovenhuisdeur                                                                    |